# Ян Юлій Лоренцович
Ян Юлій Лоренцович (лат. Joannes Julius Lorencowicz) — львівський міщанин, лавник (1620–31), райця (1631–45) та війт (1636–37, 1639–40, 1644). Бурмістр королівський (1634, 1638), бурмістр радецький (1643) та поспільства (1645).

## Життєпис
Син Яна Лоренцовича — міського райці, купця та аптекаря, що відкрив одну з перших у місті аптек.
Під час конфлікту між львівським бургомістром Бартоломеєм Уберовичем та київським православним шляхтичем Самійлом Немиричем попросив допомоги в брацлавського воєводи князя Олександра Заславського. Той надав роту жовнірів, які проходили через Львів, Лоренцович на їх чолі кинувся в погоню за Немиричем, догнав за три милі після Заслава, відбив Уберовича. Немирича було піймано, заковано, відправлено за замок у Заславі. Лоренцович від міста отримав винагороди: дім на площі Ринок на 20 років, а з ініціативи Кампіана — «громадянський вінець». За ініціативою Кампіана біля ратуші поставили статую лева.
Мав стосунок до розгляду справи між Яном Альнпеком та магістратом. Він або батько залишив у спадок 40 картин. У своєму помешканні мали 62 пишних килими. 9 травня 1609 року Ян Лоренцович підписав привілей щодо статуту львівської аптекарської корпорації, який 26 січня 1611 року затвердив король.